# Eva Le Gallienne
Pour les articles homonymes, voir Gallienne.
Eva Le Gallienne, née le 11 janvier 1899 à Londres et morte le 3 juin 1991 à Weston (États-Unis), est une actrice anglo-américaine. Elle est la fille du poète et auteur anglais Richard Le Gallienne. Elle est aussi connue pour avoir été la professeur de théâtre de Peter Falk qu’ elle convaincra de devenir acteur à l’âge de 28 ans.
En 1926, l'année où elle obtient la nationalité américaine, elle fonde une compagnie théâtrale basée au Fourteenth Street Theatre, une salle de théâtre à New York, où elle est actrice, directrice et productrice jusqu'à la fermeture en 1935 lors de la Grande Dépression.

## Théâtre
- 1916 : Bunny
- 1918 : The Off Chance
- 1920 : Not So Long Ago
- 1923 : The Rivals
- 1923 : The Swan
- 1925 : The Master Builder
- 1926 : Saturday Night
- 1926 : The Three Sisters
- 1927 : The Cradle Song
- 1928 : The First Stone
- 1928 : L'Invitation au Voyage
- 1928 : Peter Pan
- 1929 : The Seagull
- 1929 : The Living Corpse
- 1930 : The Open Door
- 1930 : Romeo and Juliet
- 1930 : Siegfried
- 1930 : Alison's House
- 1932 : Alice in Wonderland
- 1933 : The Cherry Orchard
- 1934 : L'Aiglon
- 1944 : The Cherry Orchard

## Filmographie sélective
- 1955 : Prince of Players de Philip Dunne : Gertrude
- 1959 : Au fil de l'épée (The Devil's Disciple) de Guy Hamilton : Mrs. Dudgeon
- 1977 : The Royal Family (téléfilm) : Fanny Cavendish
- 1980 : Résurrection (Resurrection) de Daniel Petrie : Grandma Pearl

## Distinctions
Elle reçoit en 1978 le Primetime Emmy Award de la meilleure actrice dans un second rôle dans une mini-série ou un téléfilm pour le rôle de Fanny Cavendish dans The Royal Family.